# آلکمار
شهر آلکمار (به هلندی: Alkmaar) (تلفظ در هلندی: [ˈɑl(ə)kmaːr] ) در هلند شمالی در کشور هلند واقع شده‌است. جمعیت این شهر ۹۳٫۷۹۵ نفر  است.

## نگارخانه

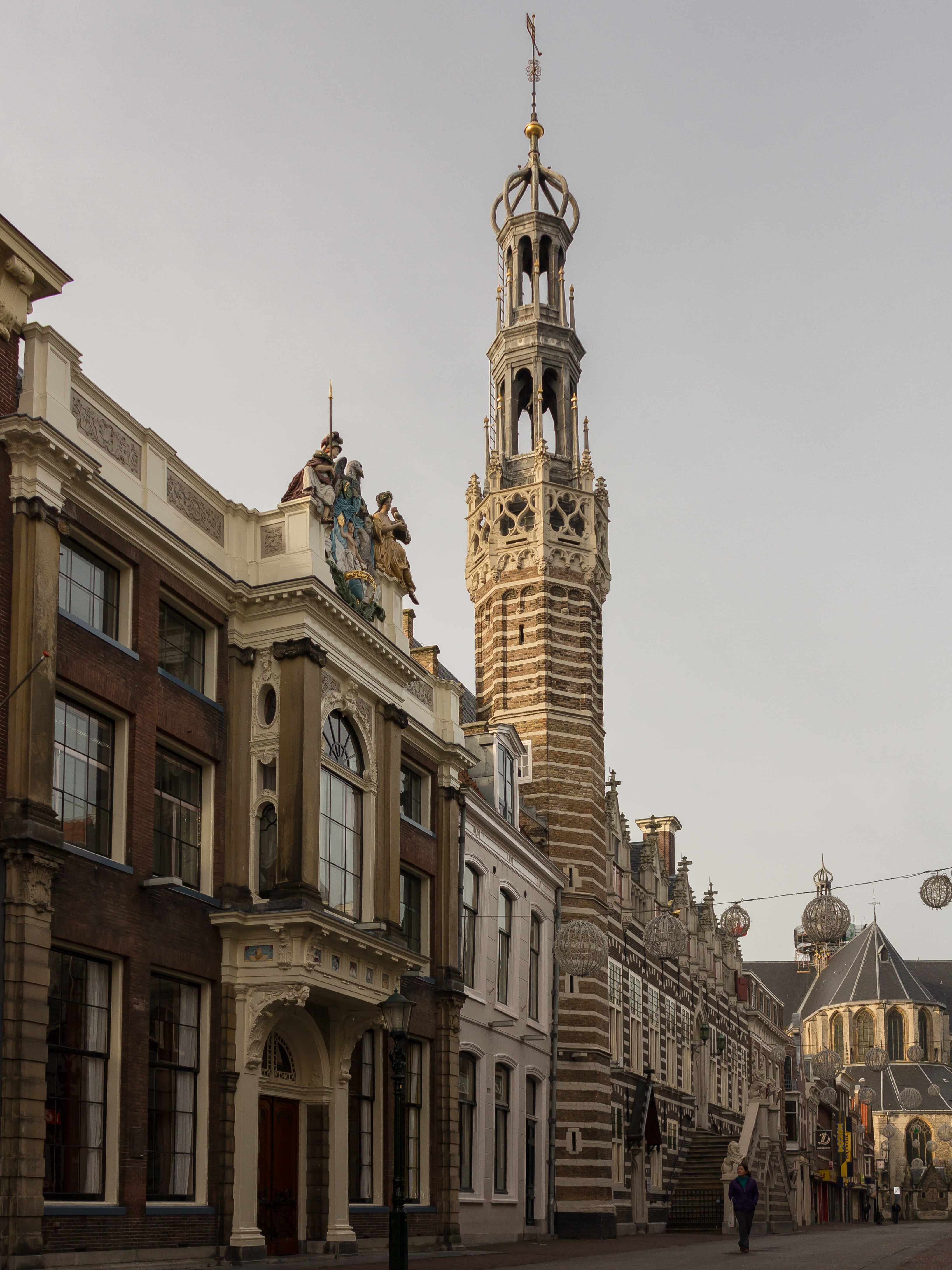
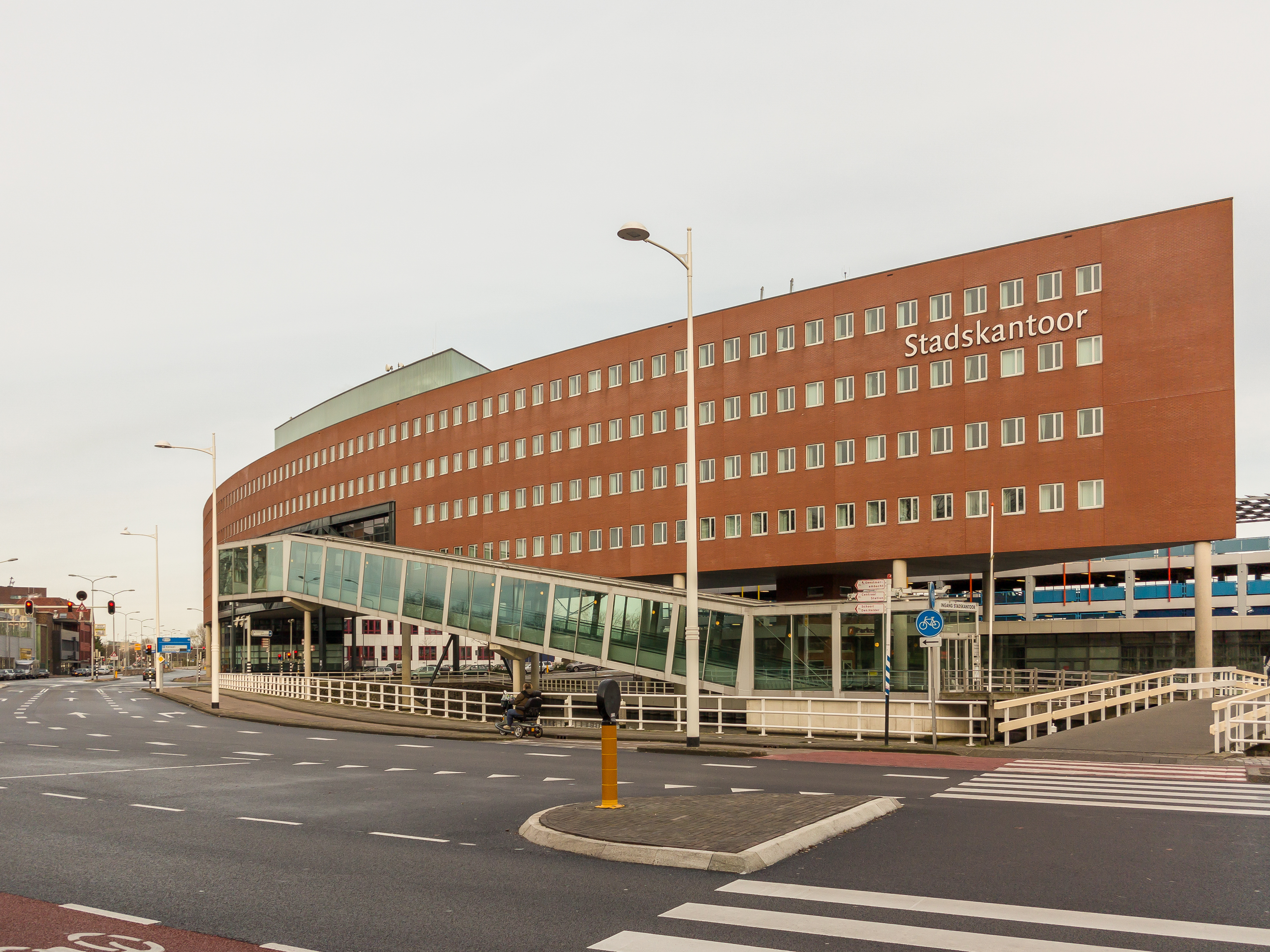
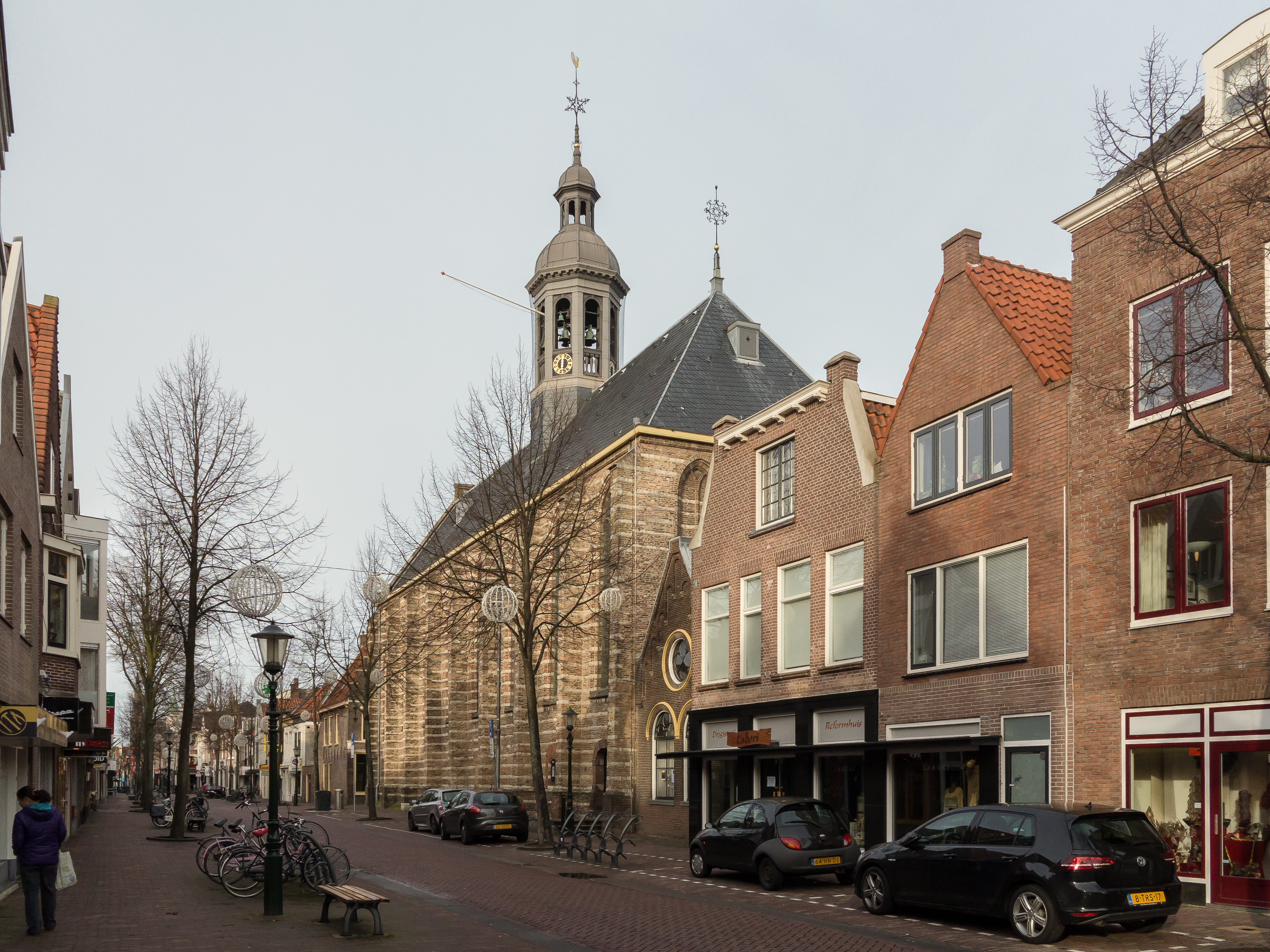
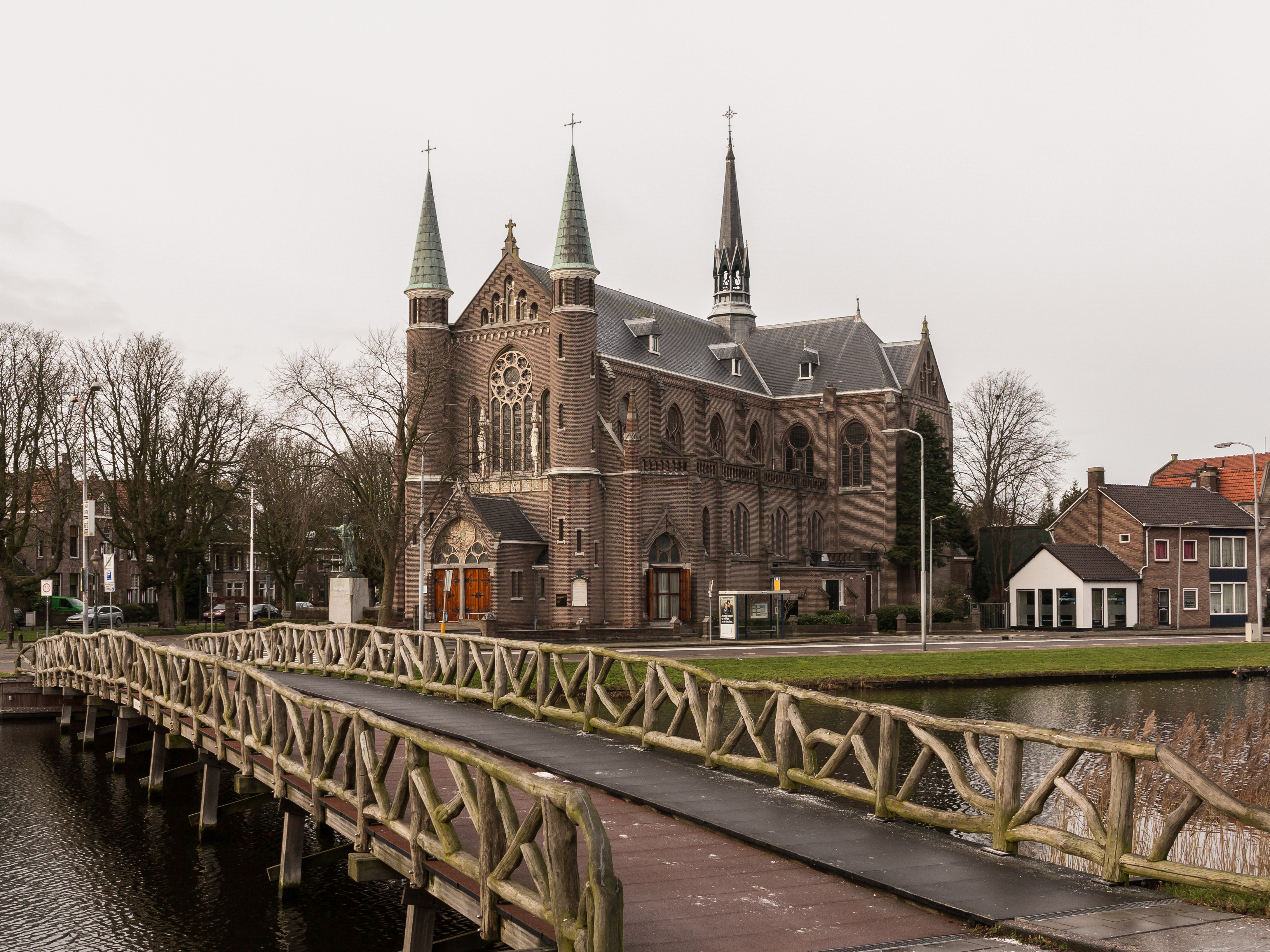
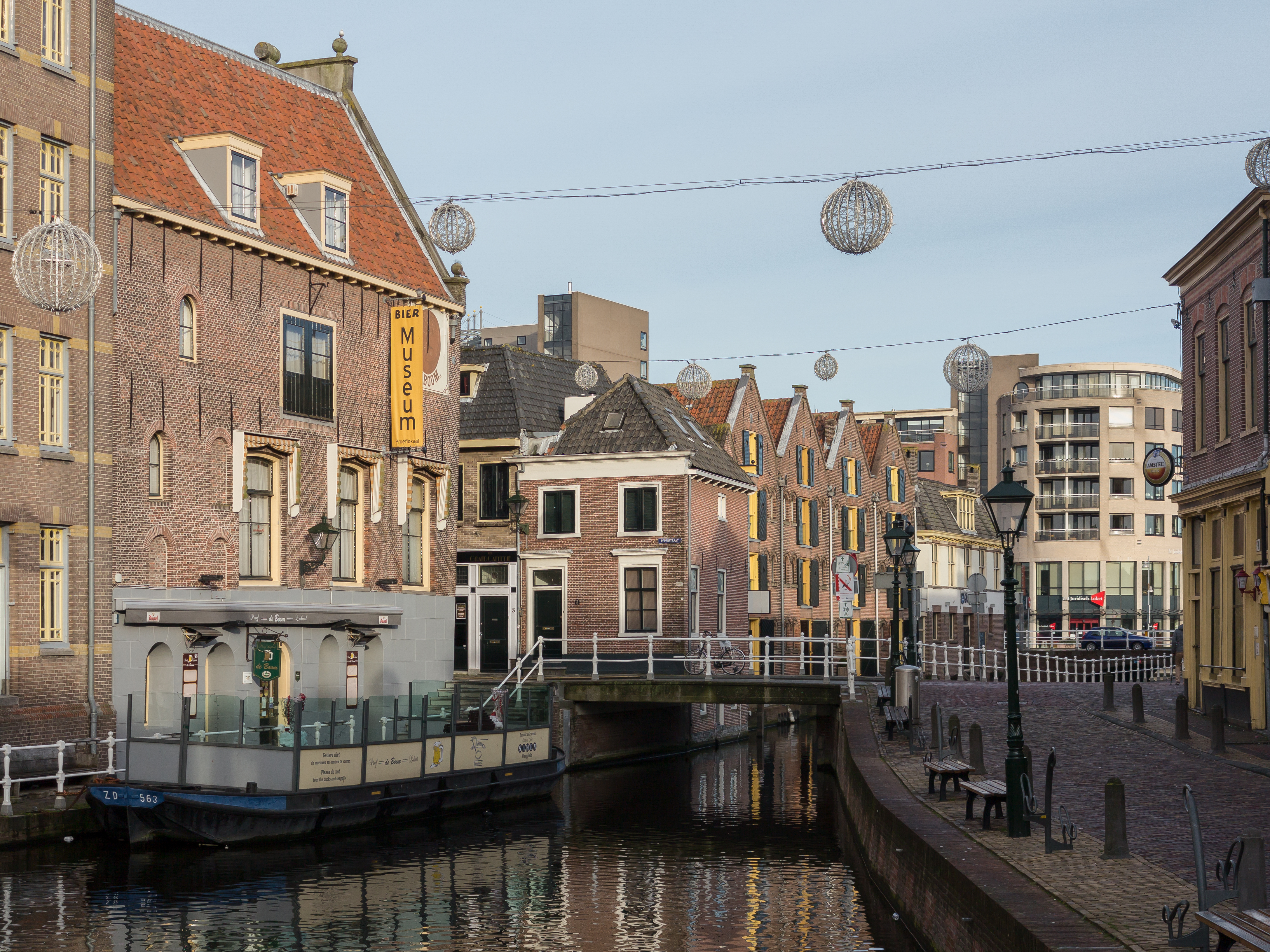
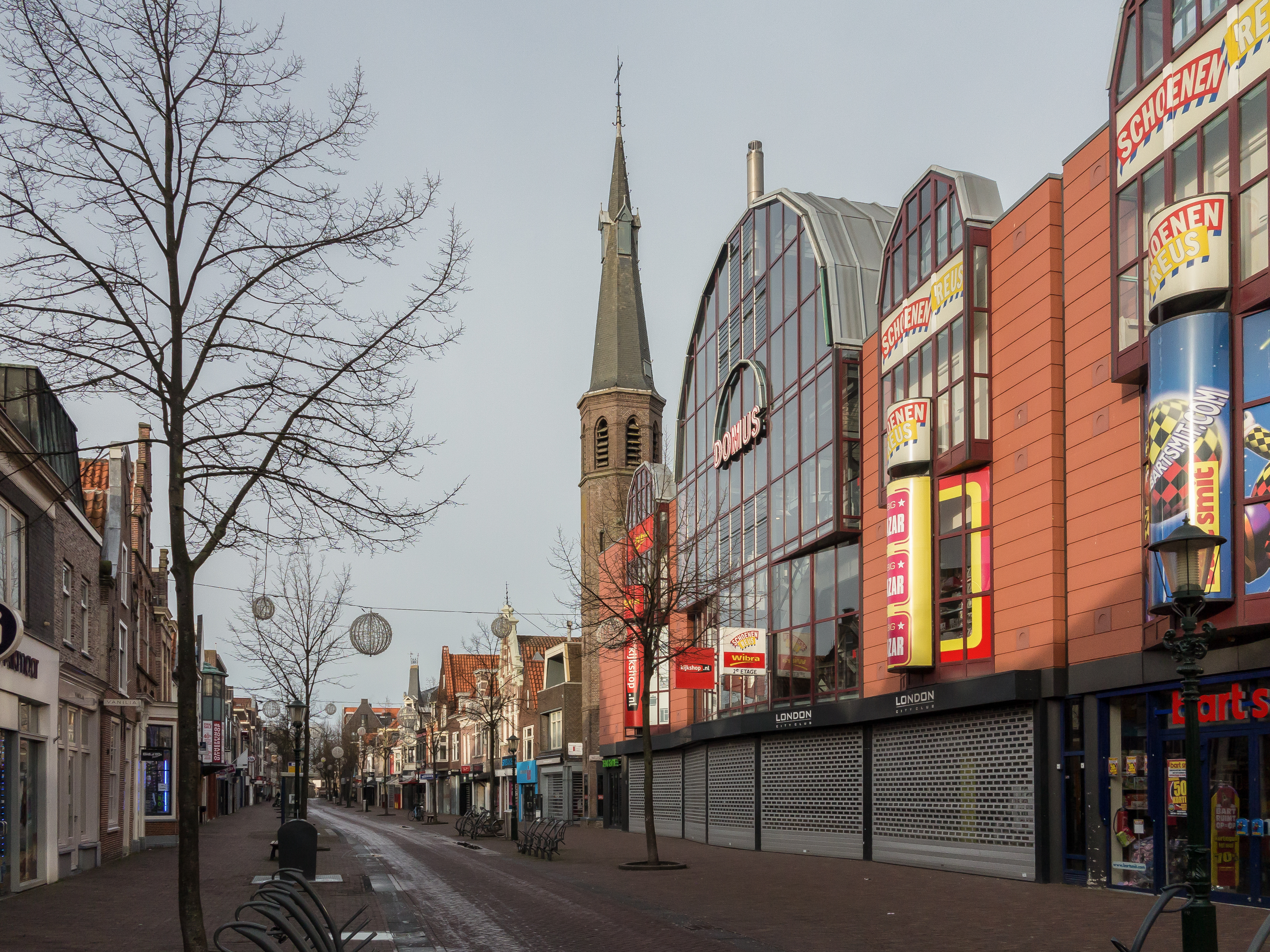
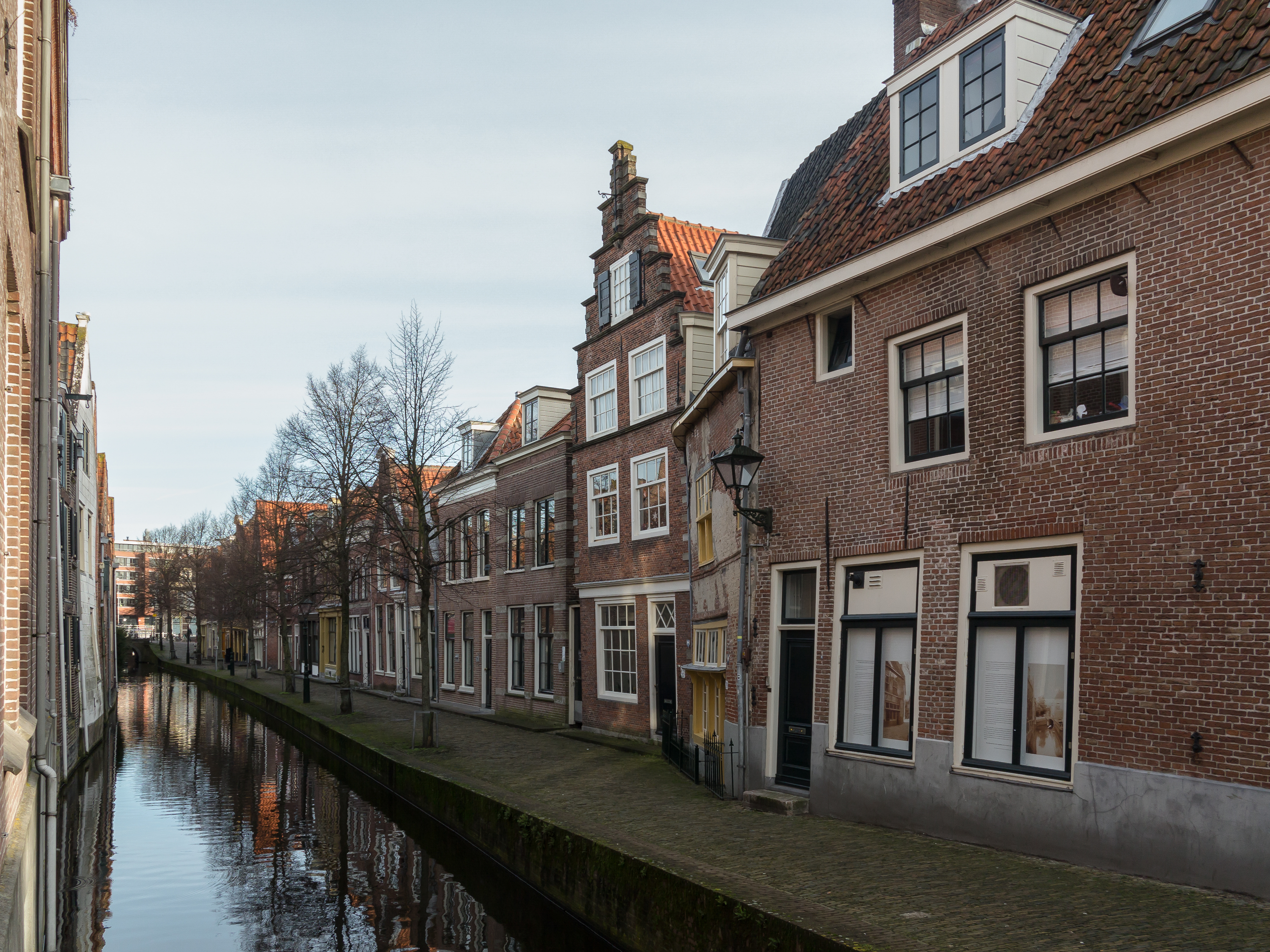
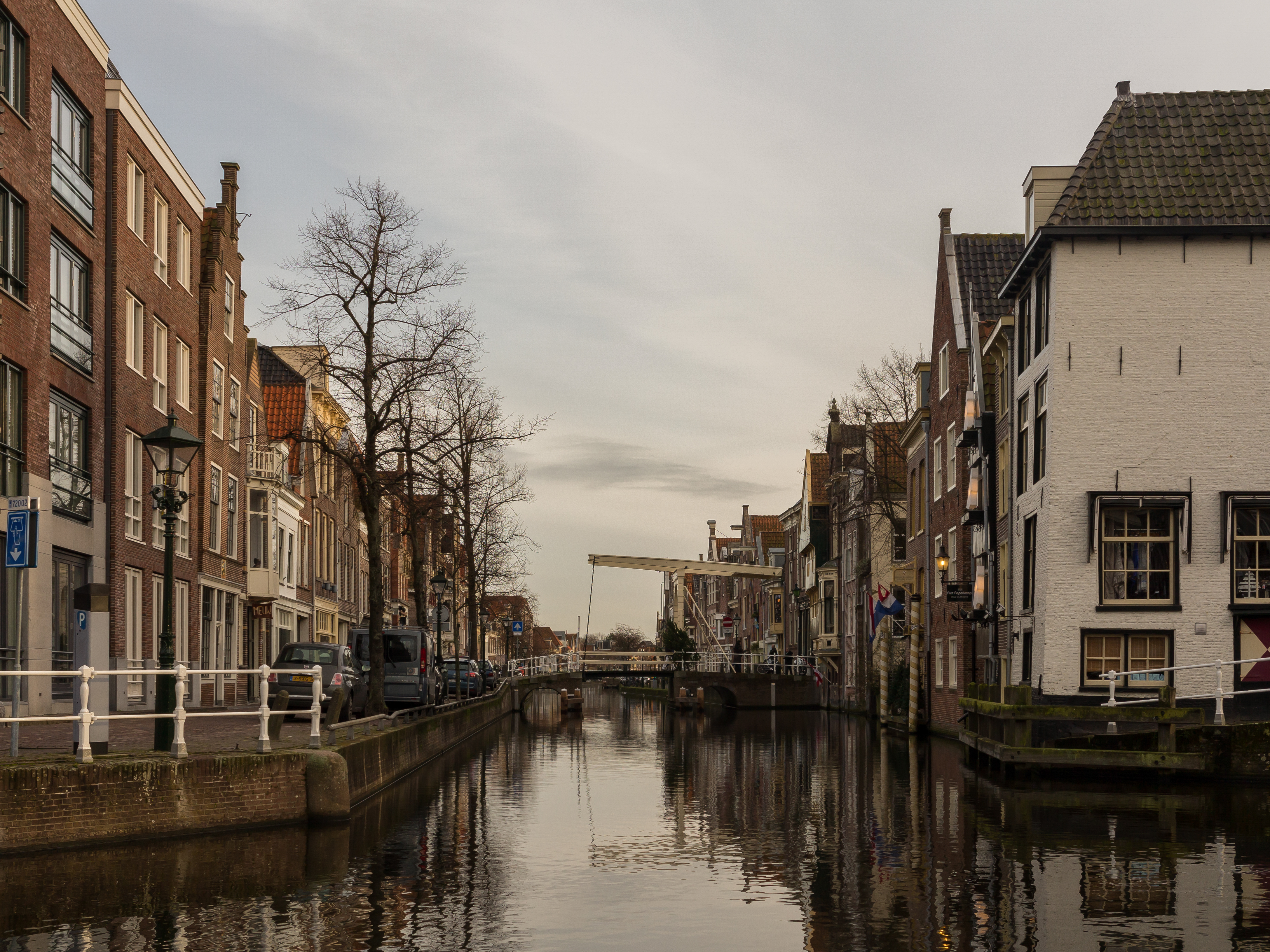
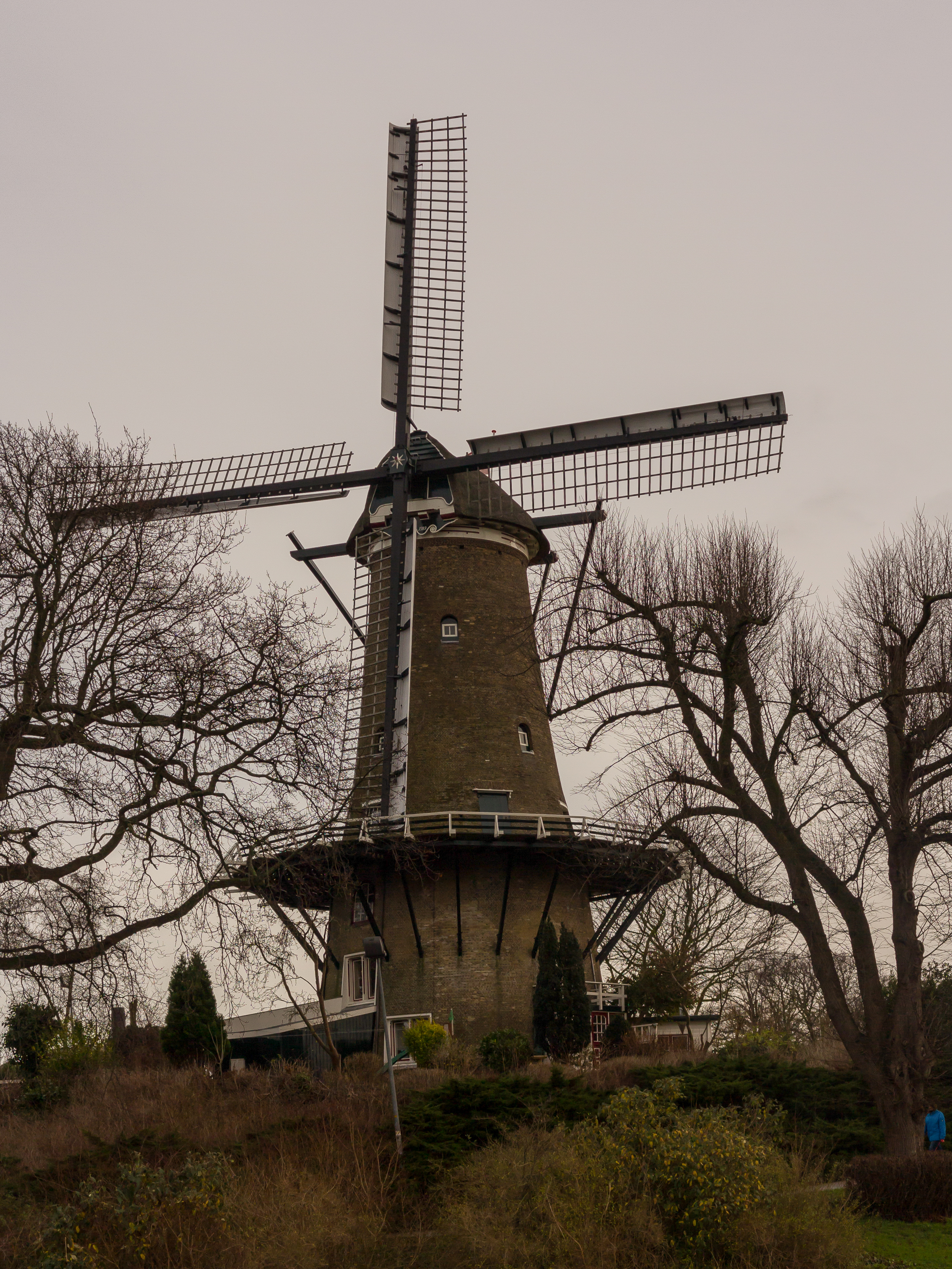
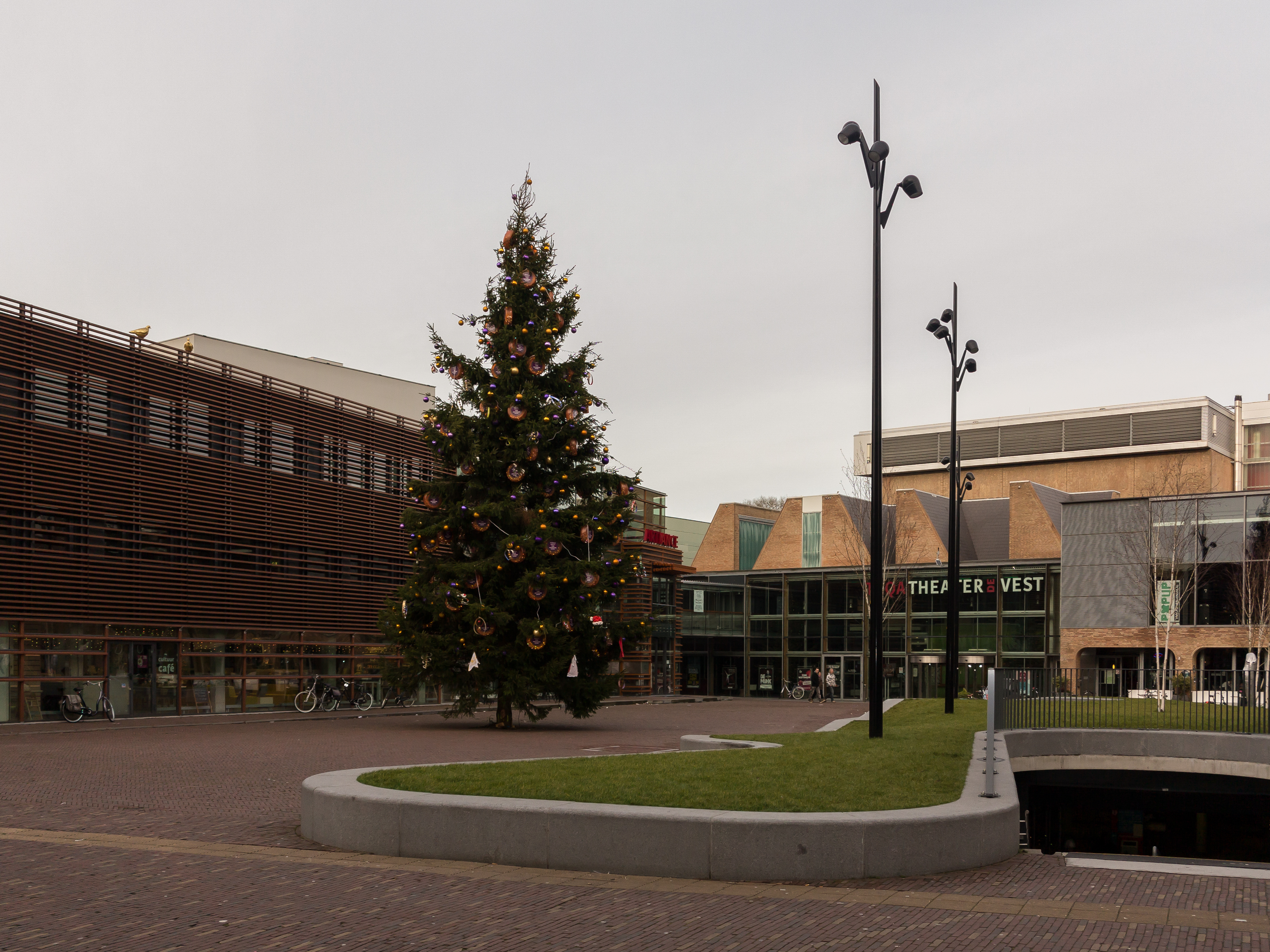